# Стоун, Уильям Фредерик
Уильям Фредерик Стоун (англ. William «Bill» Frederick Stone; 1900—2009) — британский военнослужащий, один из последних ветеранов Первой мировой войны.

## Биография
Родился 23 сентября 1900 года в городе Ledstone графства Девон; был десятым ребёнком в семье из четырнадцати детей.
В восемнадцать лет поступил на службу в Британский Королевский флот. Двое из его братьев тоже служили на флоте.
В военном билете Уильяма Стоуна была запись, что его рост составлял 166 см, а объём грудной клетки — 83 см. Так как на гражданской службе Стоун работал машинистом стационарного двигателя и обучался в Плимуте на кочегара, то его первой должностью на флоте стала должность кочегара на борту линейного крейсера HMS Tiger. К лету 1919 года он был на главной военной базе Королевского флота в Скапа-Флоу, где стал свидетелем потопления немецкого флота.
После окончания войны Стоун остался служить в военно-морском флоте — на линкоре HMS Hood, с которым участвовал в «Круизе по империи» (1923—1924 годы). К началу Второй мировой войны он был главным кочегаром тральщика типа Halcyon — HMS Salamander. На нем Уильям Стоун участвовал в битве за Дюнкерк, эвакуировав более 1000 человек.
Во время Второй мировой войны Стоун служил в Арктических конвоях и в Средиземном море. Дважды его корабль был торпедирован. Последний раз это было во время службы на борту легкого крейсера типа «Уганда» — HMS Newfoundland — во время вторжения союзников на Сицилию, когда корабль был атакован немецкой подлодкой U-407. После неполного ремонта на Мальте корабль, используя только два винта, добрался через Атлантику для окончательного ремонта на военно-морскую верфь Бостона. После этого Уильям Стоун продолжил службу на море и покинул военно-морской флот в 1945 году.
Вернувшись после войны в США, открыл собственную парикмахерскую, где одновременно продавал сигареты и курительный табак. На пенсию вышел в 1968 году. Уильям Стоун был женат с июня 1938 года на Лили Маргарет Хоскин (Lily Margaret Hoskin, 1908—1995); в браке они прожили пятьдесят семь лет. У них была одна дочь Энн. К 1986 году Уильям с женой переехали в Уотлингтон, графство Оксфордшир, чтобы быть рядом с семьёй дочери.
Уильям Фредерик Стоун принимал участие в праздновании шестидесятой годовщины эвакуации из Дюнкерка в 2000 году и девяностой годовщины окончания Первой мировой войны.
Умер 10 января 2009 года в городе Sindlesham графства Беркшир. Его похороны состоялись в церкви Святого Леонарда в Уотлингтоне.

## Награды
Был награждён многими британскими и иностранными наградами, в числе которых:
- Британская военная медаль, Звезда 1939—1945, Атлантическая звезда, Африканская звезда, Звезда Италии, Медаль Обороны, Медаль войны 1939–1945 гг., Медаль за долгую и отличную службу[англ.].
- Также он был награждён советской и российской юбилейными медалями — «Сорок лет Победы в Великой Отечественной войне 1941—1945 гг.» и «50 лет Победы в Великой Отечественной войне 1941—1945 гг.».